# عقيل الرئيسي
عقيل رئيسي (15 مايو 1992 -)، ممثل إيراني يعيش في الكويت.

## حياته ومشواره المهني
ولد في الكويت لأم كويتية، هو شقيق الممثلة شيماء علي، تخرج من المعهد العالي للفنون المسرحية بدأ مشواره انطلاقاً من الإعلانات التجارية التلفزيونية لشركات إحدى العصائر وخصوصا أنه اشتهر بجملة «يبيله شنب» ، وأسند له دور الشاب غسان السوري في مسلسل ثريا مع الفنانة سعاد عبد الله والمخرج محمد دحام الشمري عام 2014 اللذين شجعاه، حيث تحدث باللهجة السورية بعدما قضى وقتا يتدرب عليها  شارك في عدة أعمال مسرحية مع فرقة الخليج العربي  عام 2017 أشيع في الصحافة خبر ارتباطه بالممثلة فرح الهادي بعد علاقة صداقة قوية وظهور مسمتر على مواقع التواصل مع بعضهما، إلا أنه صرح انهم لم يرتبطا رسميا  بعد خطوبتها في شهر أغسطس تم عقد قرانهما في 20 نوفمبر 2017. وفي رمضان 2017 حصد جائزة أفضل ثنائي فني مع فرح الهادي في مهرجان المميزون.

## أعماله

### في التلفزيون
- 2020: عافك الخاطر
- 2018: كلام أصفر
- 2017: تعبت أراضيك
- 2017: ممنوع الوقوف
- 2016: بعد النهاية
- 2015: حال مناير
- 2014: ثريا

### في المسرح
- 2018: الخفافيش
- 2017: ماما نانا.
- 2016: ساعة موريس
- 2016: بانورما عبد الحسين عبد الرضا
- 2015: خميس كمش خشم حبش
- 2015: مملكة الطيور
- 2016: مطعم القردة الحية
- 2016: قصر الساعات
- 2013: بروبوجاندا

### في السينما
- 2017: بيبي
- 2017: هامة

### في الإخراج
- 2015: ألو.. لا تقفل المخابرة (مخرج منفذ)

## روابط خارجية
- عقيل الرئيسي على موقع قاعدة بيانات الأفلام العربية
- عقيل الرئيسي على موقع قاعدة بيانات الأفلام العربية